# 박준영 (2003년 6월 6일)
박준영(2003년 6월 6일 ~ )는 대한민국의 축구 선수로, 포지션은 윙어이다.

## 클럽 경력
2021년 11월 11일, 서울 이랜드 FC에 우선지명으로 입단했다.
2022년 5월 17일 K리그2 16라운드 김포 FC 경기에 교체 출전했다.
2022년 8월 1일 K리그2 30라운드 김포 FC와의 경기에 데뷔골을 넣었다.
2024년 2월 4일, 서울 이랜드 구단과 계약 해지 후 팀을 떠났다.